# Wilhelm Heger
Wilhelm Heger (* 28. Mai 1904 in Vinkovci, Königreich Ungarn; † 1982 in Porta Westfalica) war ein deutscher Haarwasserfabrikant, der Mitte der 1950er Jahre bundesweit Aufsehen erregte.

## Leben
Heger besuchte die Volksschule in Vinkovci und die Realschule in Graz. Er studierte in Graz und Wien. 1928 war er als Getränkefabrikant in Zagreb tätig, wenige Jahre später als Brause- und Likörfabrikant in Paris. 1935–1939 führte er in Paris ein pharmazeutisches Institut. 1939 wurde er durch Intervention des Erzbischofs von Zagreb aus kroatischer Haft freigelassen. 1946 war er in Konstanz ansässig, hier setzte sich der Freiburger Erzbischof Conrad Gröber für ihn ein. 1950 stand er in Freiburg im Breisgau wegen Betrugs vor Gericht. Nach dem Intermezzo auf Schloss Mainberg (siehe unten) lebte er offenbar im Großraum München. 1976 taucht sein Name letztmals in der Presse auf.
Heger war in zweiter Ehe verheiratet mit der 17 Jahre jüngeren Antonie, geb. Stich. Das Paar hatte sechs Kinder.
Nach gescheiterten Comebackversuchen als Geschäftsmann lebte Heger zuletzt bei einem seiner Kinder in Porta Westfalica, wo er 1982 verstarb.

## Hegers „wissenschaftliche Haarforschung“
Heger besaß keinerlei wissenschaftliche Ausbildung auf dem Gebiet der Biologie, Chemie, Kosmetik oder als Heilpraktiker. Öffentliches Interesse erregte Heger mit seinem Versprechen, allen Glatzköpfen zu neuem Haarwuchs zu verhelfen. Der „Glatzendoktor“ errichtete Behandlungs-Salons in Frankfurt, Baden-Baden und München. Im Sommer 1954 etablierte er seine Firmenzentrale auf Schloss Mainberg bei Schweinfurt. Groß angelegte Werbekampagnen mit ganzseitigen Anzeigen in überregionalen Zeitungen machten auf „Hegers Haar-Kuren“ aufmerksam. Ca. 100 Beschäftigte arbeiteten in Mainberg für Heger. Als jedoch nach wenigen Monaten immer mehr Klagen über ausbleibende Erfolge bei Hegers Behandlungsmethoden eingingen, kam es ab Februar 1955 zu einem spektakulären Prozess vor dem Amtsgericht München. Er wurde wegen Betrugs zu dreieinhalb Jahren Gefängnis und zur Zahlung einer Geldstrafe von 10.000 DM verurteilt. Heger war ruiniert, die Firma bankrott.